# Liste erhaltener Objekte aus dem Musaeum Tradescantianum

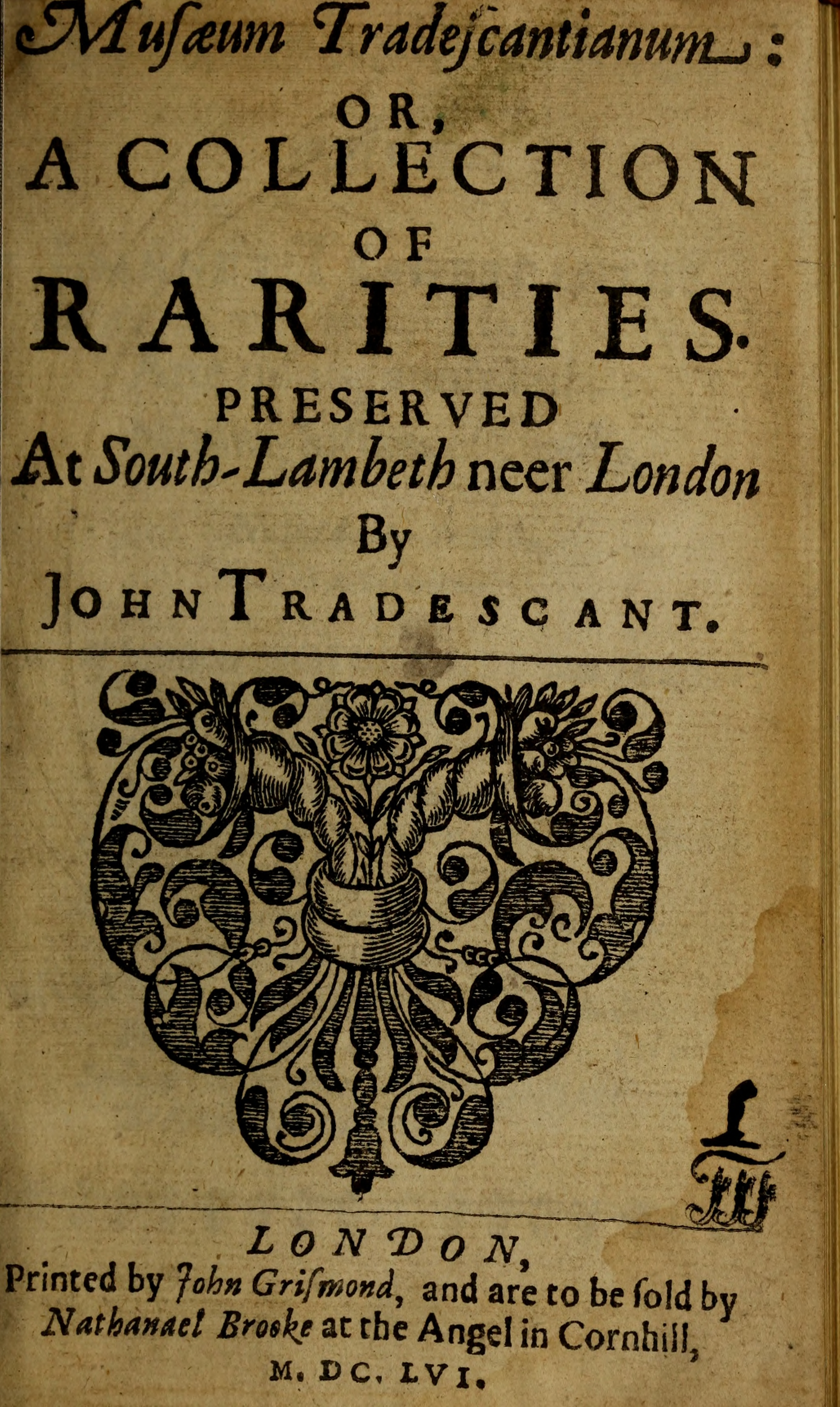
John Tradescant der Jüngere: Musaeum Tradescantianum von 1656, Titelblatt

Die Liste erhaltener Objekte aus dem Musaeum Tradescantianum ist eine Aufstellung der heute in verschiedenen Museen vorhandenen Ausstellungsstücke des im frühen 17. Jahrhundert bei London von John Tradescant dem Älteren begründeten und von dessen Sohn John Tradescant dem Jüngeren bis zur Schließung 1661 weitergeführten Musaeum Tradescantianum. Sein Sammlungsbestand umfasste Raritäten verschiedener Art, insbesondere aus der Natur, aber auch Kleidung, Alltagsgegenstände, Waffen, Münzen und Medaillen aus zahlreichen Ländern. Die gesamte Sammlung ging nach dem Tod des jüngeren Tradescant in die Hände Elias Ashmoles über und bildete den Grundstock des Ashmolean Museum. Die meisten Ausstellungsstücke sind im Laufe der Zeit verloren gegangen. 1983 erschien mit der Magisterarbeit von Arthur MacGregor der erste Versuch einer vollständigen Bestandsaufnahme der bis heute erhaltenen Stücke aus dem Gründungsbestand des Ashmolean Museum. Die meisten der ermittelten Objekte stammten ursprünglich aus dem Musaeum Tradescantianum.
Die Liste enthält überwiegend Sammlungsstücke, die bereits 1656 in dem von John Tradescant dem Jüngeren mit der Unterstützung von Elias Ashmole und Thomas Wharton veröffentlichten Katalog Musæum Tradescantianum: Or, A Collection of Rarities Preserved at South-Lambeth neer London by John Tradescant enthalten waren. Weitere Objekte wurden in dem 1685 entstandenen unveröffentlichten Katalog des Ashmolean Museum mit einem Hinweis auf ihre Herkunft aufgeführt. Sie nennt für alle Objekte, soweit vorhanden, die Bezeichnung aus dem Katalog von 1656, die Nummer in den Katalogen von 1983, ihren gegenwärtigen Aufbewahrungsort, und für künstliche Objekte auch die Herkunft. Die Herkunftsangaben entsprechen dem heutigen Stand der Forschung und basieren auf der Auswertung historischer Quellen, Vergleichen mit ähnlichen Stücken und Materialanalysen. Sie entsprechen vielfach nicht den Angaben in den alten Katalogen.

## Naturalia
| Bezeichnung                                   | Tradescant, 1656 (Seite) | Nr.                                      | Heutige Sammlung | Anmerkungen und Bilder |
| --------------------------------------------- | ------------------------ | ---------------------------------------- | ---------------- | ---------------------- |
| †Acanthoscorpionidae Kjellesvig-Waering, 1986 |                          | Acanthoscorpius Kjellesvig-Waering, 1986 |                  |                        |

## Artificia
| Bezeichnung                                                          | Herkunft                        | Tradescant, 1656 (Seite) | Nr.                 | Heutige Sammlung                         | Anmerkungen und Bilder |
| -------------------------------------------------------------------- | ------------------------------- | --- | ------------------- | ---------------------------------------- | --- |
| Keulen in verschiedenen Formen, 7 Stück                              | Amerika                         | Tamahacks, 6 sorts (46) | 2–8                 | Pitt Rivers Museum                       | von verschiedenen Völkern Nord- und Südamerikas |
| Bogen                                                                | Südamerika, Brasilien           | Bows 12, from India, China, Canada, Virginia, Ginny, Turkey, Persia (45) | 9                   |                                          | Sehne und Pfeile fehlen |
| Wampumgürtel                                                         | Nordamerika                     | Black Indian girdles made of Wampam peek, the best sort (51) | 10                  | Ashmolean Museum oder Pitt Rivers Museum | die sichere Zuordnung eines oder beider Gürtel aus Ashmolean Museum und Pitt Rivers Museum zum Bestand des Musaeum Tradescantianum ist nicht möglich                         |
| Kleid aus Rentier-Leder                                              | Nordamerika                     | A Match-coat from Virginia of Deer-skin oder A Match-coat from Canada (47) | 11                  | Ashmolean Museum                         | |
| Powhatans Umhang                                                     | Nordamerika, Virginia           | Pohatan, King of Virginia's habit all embroidered with shells, or Roanoke (47) | 12                  | Ashmolean Museum                         | |
| Ledertasche                                                          | Nordamerika                     | Virginian purses imbroidered with Roanoake (51) | 13                  | Ashmolean Museum                         | die Virginia Purse, die geografische Zuordnung Tradescants ist wahrscheinlich falsch                                                                                         |
| Anhänger aus Zähnen von Raubkatzen                                   | Südamerika                      | Variety of Chains, made of the teeth of Serpents and wilde beasts, which the Indians weare (51)                                                                                            | 14–15               |                                          | ein Anhänger mit dem Zahn eines Jaguars, sieben Zähne eines Ozelot auf einer Schnur                                                                                          |
| Hängematte                                                           | Südamerika                      | Hamaccoes, five severall sorts (53) | 16                  |                                          | aus Baumwolle |
| Sporen, Eisen, 3 Paare                                               | Nordafrika                      | Barbary Spurres pointed sharp like a Bodkin oder Spurres from Turkey (48) | 17–19               |                                          | paarweise |
| Holzschuhe                                                           | Afrika                          | Chappenes, 20 sorts (48) | 20                  |                                          | ein Paar |
| Löffel, Elfenbein, 2 Stück                                           | Afrika                          | Divers rare and antient pieces carved in Ivory (38) | 22–23               |                                          | zwei verschiedene, portugiesisch-afrikanische Herkunft |
| Medaillon, Silber                                                    | Nordafrika                      | Turkish Alkamn in a silver box (37) | 24                  |                                          | darin zwei Papierstreifen mit Koranversen und Gebeten |
| Trommel, Elefantenhaut                                               | Afrika                          | Drums two sorts: 1. from Ginny of a whole piece of wood oder Ginny Drum made of one piece (45)                                                                                             | 25                  |                                          | |
| Horn, Elfenbein                                                      | Afrika                          | Divers rare and antient pieces carved in Ivory (38) | 26                  |                                          | |
| Sattel, Holz                                                         | Asien                           | Tartarian saddle with stirrups of wood with a hollow wherein he keeps his meat alwayes warm (54)                                                                                           | 27                  |                                          | die hölzernen Steigbügel fehlen heute |
| Kris, 3 Stück                                                        | Asien                           | Poisoned Creeses or Daggers: 2 waved, 2 plain (46) | 28–30               |                                          | |
| Schwertklinge                                                        | Asien, Molukken                 | Molocco Sword (45) | 31                  |                                          | |
| Bögen, 9 Stück                                                       | Asien                           | Bows 12, from India, China, Canada, Virginia, Ginny, Turkey, Persia (45) | 33–41               |                                          | Sehnen fehlen überwiegend, ohne Pfeile |
| Schilde, 4 Stück                                                     | Asien                           | Targets several sorts, viz: Knight Templers, Britaine, Isidore the Monk, Roman, Japan, Graecian, Roguza oder Targets from the East India of Reeds, Leather, Skins, and Crocodill-skin (45) | 42–45               |                                          | |
| Stiefel, Schuhe und Sandalen, 5 Stück und 3 Paare                    | Asien                           | Chappenes 20 sorts (48); Shooes from … Barbery, China, East India, Mogull, Turky oder Sandals made of twigs (50)                                                                           | 48–49, 51–54, 58–59 |                                          | |
| Daumenringe                                                          | Asien                           | Cornelian thum-cases of the Turks (36) | 60–62               |                                          | |
| Ablauf einer Wiege, Holz                                             | Asien                           | Gurgolets to poure water into their mouthes without touching it (53) | 70                  |                                          | Zubehör einer möglicherweise tragbaren Wiege, der Säugling wurde darin fixiert. Zweites Teil des Paares, für einen männlichen Säugling, ebenso wie die Wiege selbst verloren |
| Kalebasse                                                            | Asien, Persien                  | Dishes of gourd shells, Indian (52) | 71                  |                                          | |
| Becher, Nashorn                                                      | Asien, China                    | Cup of … rhinoceros hornes (52) | 74                  |                                          | |
| Krug, Steinzeug                                                      | Asien, China                    | China ware, purple and green (52) | 76                  |                                          | |
| Schale, Nautilus                                                     | Asien, China                    | Divers dishes of mother of pearle (52) | 78                  |                                          | |
| Buddha-Figur, Marmor                                                 | Asien, Indien                   | Indian Pa God (42) | 79                  |                                          | |
| Handschriften, Elfenbein, Palmblätter, Holz, 22 Stück                | Asien, Myanmar                  | Rolls of the Barkes of Trees wherein are graved the China, Arabian, and Eastern languages (39)                                                                                             | 80–83               |                                          | |
| Steigbügel, Heinrich VIII.                                           | Europa, England                 | Henry the 8 his Stirrups, Haukes-hoods, Gloves (47) | 84                  | Ashmolean Museum                         | möglicherweise bereits vor 1635 falsch Heinrich VIII. zugeschrieben |
| Kanone, Modell                                                       | Europa, Deutschland             | Moddels for a Cannon, with the appurtenances (46) | 86                  | Ashmolean Museum                         | Nürnberg, Hans Pfeffer, frühes 17. Jahrhundert |
| Streitaxt und Pistole, kombiniert                                    | Europa, Schottland              | Poleaxe with a Pistoll (44) | 90                  | Ashmolean Museum                         | |
| Streitäxte, 2 Stück                                                  | Europa, Deutschland             | German Poleaxes (44) oder Count Mansfield's Poleaxe, called Pussacon (45) | 91–92               |                                          | |
| Cinquedea                                                            | Europa, Italien                 | Severall sorts of Daggers (45) | 95                  |                                          | |
| Dolch                                                                | Europa                          | Severall sorts of Daggers (45) | 96                  |                                          | |
| Schild, Leder und Eisen                                              | Europa                          | Targets several sorts, viz: Knight Templers, Britaine, Isidore the Monk, Roman, Japan, Graecian, Roguza (45)                                                                               | 96                  |                                          | im Katalog von 1685, Zuordnung zu Tradescant unsicher |
| Handfesseln, Eisen                                                   | Europa, England                 | Iron Manacle taken in the Spanish Fleet-88 (46) | 101                 |                                          | Herkunft von der Armada eher zweifelhaft |
| Falkenhaube, Leder                                                   | Europa, England                 | Henry the 8 his Stirrups, Haukes-hoods, Gloves (47) oder Henry 8, hawking-glove, hawks-hood, dogs-coller (49)                                                                              | 103                 |                                          | Heinich VIII. zugeschrieben |
| Falkner-Handschuh, Leder                                             | Europa, England                 | Henry the 8 his Stirrups, Haukes-hoods, Gloves (47) oder Henry 8, hawking-glove, hawks-hood, dogs-coller (49)                                                                              | 104                 |                                          | nur rechter Handschuh, Heinich VIII. zugeschrieben |
| Stiefel, Leder                                                       | Europa, Russland                | Boots from … Muscovy (49) | 107                 |                                          | nur rechter Handschuh, Heinich VIII. zugeschrieben |
| Holzschuhe, 2 Paar, 1 Stück                                          | Europa                          | Chappenes, 20 sorts (48); Choppenes for Ladyes from Malta, Venice (50) | 111–113             |                                          | |
| Korallenschnitzerei                                                  | Europa, Asien                   | Severall things rarely cut in Corall (36) | 114                 |                                          | zusammengefügte Teile verschiedener Herkunft |
| Églomisé                                                             | Europa, Italien                 | Variety of Figures cut in crystalls (36) | 130                 |                                          | |
| Kameen, Muscheln, Schnecken, Perlmutt, 21 Stück                      | Europa                          | Divers Figures cut on Shells (36) | 148–168             |                                          | |
| Schnitzerei, Elfenbein                                               | Europa                          | Divers rare and antient pieces carved in Ivory (38) | 169                 |                                          | |
| Einlegearbeit, Glas                                                  | Europa                          | Variety of Figures cut in crystalls (36) | 172–176             |                                          | |
| Schnitzerei, Bernstein                                               | Europa, Deutschland             | A Gamaha of a Deaths head (43) | 177                 |                                          | |
| Schnitzereien, Obststeine                                            | Europa                          | Figures and stories neatly carved upon Plumstones, Apricock-stones, Cherry-stones, Peach-stones, &c. (38)                                                                                  | 181–184             |                                          | |
| Wachsbild                                                            | Europa                          | Several sorts of imbost Wax-works curious (40) | 187                 |                                          | |
| Silberdose, mit silbernen Apostelbildern                             | Europa                          | A little Box with the 12 Apostles in it (37) | 188                 |                                          | nur elf von zwölf Apostelbildern erhalten |
| Talisman, Stein                                                      | Europa                          | A Gamaha with Jesus, Joseph & Mary, in Italian capitall letters (42) | 189                 |                                          | bereits 1636 von Stirn erwähnt |
| Talisman, Gagat                                                      | Europa, Spanien                 | A Hand of Jet usually given to Children, in Turkey, to preserve them from Witchcraft (44)                                                                                                  | 190                 |                                          | bereits 1636 von Stirn erwähnt |
| Abakus                                                               | Europa, Russland                | Beads strung upon stiffe wyres, and set in four-square frames wherewith the Indians cast account (54)                                                                                      | 193                 |                                          | möglicherweise 1618 von John Tradescant dem Älteren aus Russland mitgebracht                                                                                                 |
| Messergriffe, Elfenbein, 3 Stück                                     | Europa                          | Divers rare and antient pieces carved in Ivory (38) | 203, 206–207        |                                          | |
| Chrismatorium, Messing                                               | Europa, Deutschland             | An ancient annointing Box of guilt brasse (40) | 208                 |                                          | |
| Schalen, Palissy, 3 Stück                                            | Europa, Frankreich              | Variety of China dishes (53) | 214–216             |                                          | |
| Schale, Achat                                                        | Europa                          | Manny cups of Agates (36) | 217                 |                                          | |
| Schnitzerei, Alabaster                                               | Europa, England                 | The martyrdome of the Bishop of Amphipolis carved in alabaster (38) | 222                 |                                          | |
| Statuette, Elfenbein                                                 | Europa, England                 | Divers rare and antient pieces carved in Ivory (38) | 230                 |                                          | |
| Spiegelhalter, Elfenbein                                             | Europa, England oder Frankreich | Divers rare and antient pieces carved in Ivory (38) | 231                 |                                          | |
| Diptychon, Elfenbein, 2 Stück                                        | Europa, England oder Frankreich | Divers rare and antient pieces carved in Ivory (38) | 232–233             |                                          | |
| Schreibtafel, Elfenbein, 2 Stück                                     | Europa                          | Divers rare and antient pieces carved in Ivory (38) | 234–235             |                                          | zur Aufnahme von Wachs als Schreibfläche |
| Schachfiguren, Elfenbein, 2 Stück                                    | Europa, England                 | Divers rare and antient pieces carved in Ivory (38) | 236                 |                                          | zwei Springer |
| Figur, Walrosszahn, 2 Stück                                          | Europa                          | Divers rare and antient pieces carved in Ivory (38) | 237–238             |                                          | St. Martin |
| Ineinander geschachtelte Sphären und Dodekaeder, Elfenbein, 11 Stück | Europa, Deutschland             | Divers sorts of Ivory-balls turned one within another, some 6, some 12 folds; very excellent work (39)                                                                                     | 239–248             |                                          | alle mit fehlenden Teilen |
| Miniatur-Porträt, Nicholas Hilliard                                  | Europa, England                 | Several curious paintings in little forms, very antient (37) | 249–250             |                                          | in Elfenbein-Rahmen |

## Gemälde
| Bezeichnung                                               | Künstler, Jahr                                         | Tradescant, 1656 (Seite)                  | Nr. | Heutige Sammlung | Anmerkungen und Bilder |
| --------------------------------------------------------- | ------------------------------------------------------ | ----------------------------------------- | --- | ---------------- | --- |
| John Tradescant der Ältere                                | möglicherweise Emanuel de Critz, um 1638               |                                           | 253 | Ashmolean Museum | |
| Landschaft                                                | Nathaniel Bacon, um 1638                               | A small Landskip drawn by Sir Nath. Bacon | 254 | Ashmolean Museum | |
| John Tradescant der Ältere                                | Cornelis de Neve zugeschrieben, nach 1638              |                                           | 260 | Ashmolean Museum | |
| Hester Tradescant                                         | unbekannter Künstler, um 1638                          |                                           | 261 | Ashmolean Museum | |
| John Tradescant der Jüngere und Hester Tradescant         | Emanuel de Critz zugeschrieben, 1656                   |                                           | 262 | Ashmolean Museum | |
| John Tradescant der Jüngere mit Roger Friend              | Thomas de Critz zugeschrieben, 1645                    |                                           | 265 | Ashmolean Museum | |
| Hester Tradescant mit ihren Stiefkindern Frances und John | Emanuel de Critz zugeschrieben, vor 1644               |                                           | 269 | Ashmolean Museum | |
| Elizabeth Woodville                                       | unbekannter Künstler, nach 1483                        |                                           | 273 | Ashmolean Museum | Herkunft aus dem Musaeum Tradescantianum wahrscheinlich, aber nicht bewiesen |
| John Tradescant der Jüngere                               | möglicherweise Thomas de Critz, zwischen 1648 und 1653 |                                           | 274 | Ashmolean Museum | |
| Old Parr                                                  | unbekannter Künstler, zwischen 1635 und 1656           | Old Parre's picture (41)                  | 275 | Ashmolean Museum | |
| John Tradescant der Ältere auf seinem Totenbett           | unbekannter Künstler, 1638                             |                                           | 276 | Ashmolean Museum | |
| John Tradescant III.                                      | unbekannter Künstler, um 1638                          |                                           | 277 | Ashmolean Museum | Sohn von John Tradescant dem Jüngeren |
| Frances Tradescant                                        | unbekannter Künstler, um 1638                          |                                           | 278 | Ashmolean Museum | Tochter von John Tradescant dem Jüngeren |
| Hester Tradescant mit ihrem Stiefsohn John                | Thomas de Critz zugeschrieben, 1645                    |                                           | 280 | Ashmolean Museum | |
| Älteres Paar                                              | unbekannter Künstler, frühes 17. Jahrhundert           |                                           | 294 | Ashmolean Museum | traditionell aber unbewiesen gelten John Tradescant der Ältere und seine Ehefrau Elizabeth als Motiv, das Bild war in der Wandvertäfelung des Turret House eingearbeitet und wurde 1881 vor dessen Abriss geborgen |
| Junge Frau                                                | unbekannter Künstler, frühes 17. Jahrhundert           |                                           | 295 | Ashmolean Museum | Jane, die erste Ehefrau von John Tradescant dem Jüngeren, gilt traditionell aber unbewiesen als Motiv, Herkunft wie Nr. 294                                                                                        |

## Münzen und Medaillen
Die Zuordnung der Münzen und Medaillen zum Musaeum Tradescantianum gestaltet sich aus mehreren Gründen schwierig. Zunächst sind die Angaben im Katalog des Musaeum Tradescantianum von 1656 sehr ungenau. Münzen aus der Sammlung können schon vor der Eröffnung des Ashmolean Museum abhandengekommen sein. Andererseits sammelte Elias Ashmole selbst Münzen, und aus einer Vielzahl von Sammlungen erreichten Münzen und Medaillen das Ashmolean Museum, bis 1833 nur mit lückenhafter Katalogisierung.
| Bezeichnung                                                     | Tradescant, 1656 (Seite)                                            | Nr.     | Heutige Sammlung | Anmerkungen und Bilder |
| --------------------------------------------------------------- | ------------------------------------------------------------------- | ------- | ---------------- | ---------------------- |
| Römische Münzen, 13 Stück                                       | diverse (58–60)                                                     | 297–309 | Ashmolean Museum |                        |
| Belagerungsmünzen, Breda 1625, 40 Sols, Silber                  | Moneyes from beleagured Cities &c. viz: Breda, 1625 (72)            | 310     | Ashmolean Museum |                        |
| Belagerungsmünzen, Breda 1625, 20 Sols, Silber                  | Moneyes from beleagured Cities &c. viz: Breda, 1625 (72)            | 311     | Ashmolean Museum |                        |
| Belagerungsmünzen, Newark 1646, halbe Krone, Silber             | Moneyes from beleagured Cities &c. viz: Newarke, 1646 (72)          | 312     | Ashmolean Museum |                        |
| Belagerungsmünzen, Newark 1646, Sixpence, Silber                | Moneyes from beleagured Cities &c. viz: Newarke, 1646 (72)          | 313     | Ashmolean Museum |                        |
| Belagerungsmünzen, Newark 1646, Shilling, Silber, 3 Stück       | Moneyes from beleagured Cities &c. viz: Newarke, 1646 (72)          | 314     | Ashmolean Museum |                        |
| Belagerungsmünzen, Pontefract 1648, Shilling, Silber, 2 Stück   | Moneyes from beleagured Cities &c. viz: divers other places (72)    | 315     | Ashmolean Museum |                        |
| Karl I., Medaille zur Krönung 1633, Gold                        | Medalls, Gold: Upon the Coronation of King CHARLES in Scotland (66) | 316     | Ashmolean Museum |                        |
| Karl I. und Henrietta Maria, Medaille zur Hochzeit 1625, Silber | Medalls, Silver: King CHARLES and Queen MARY (68)                   | 317     | Ashmolean Museum |                        |